# Meròpids

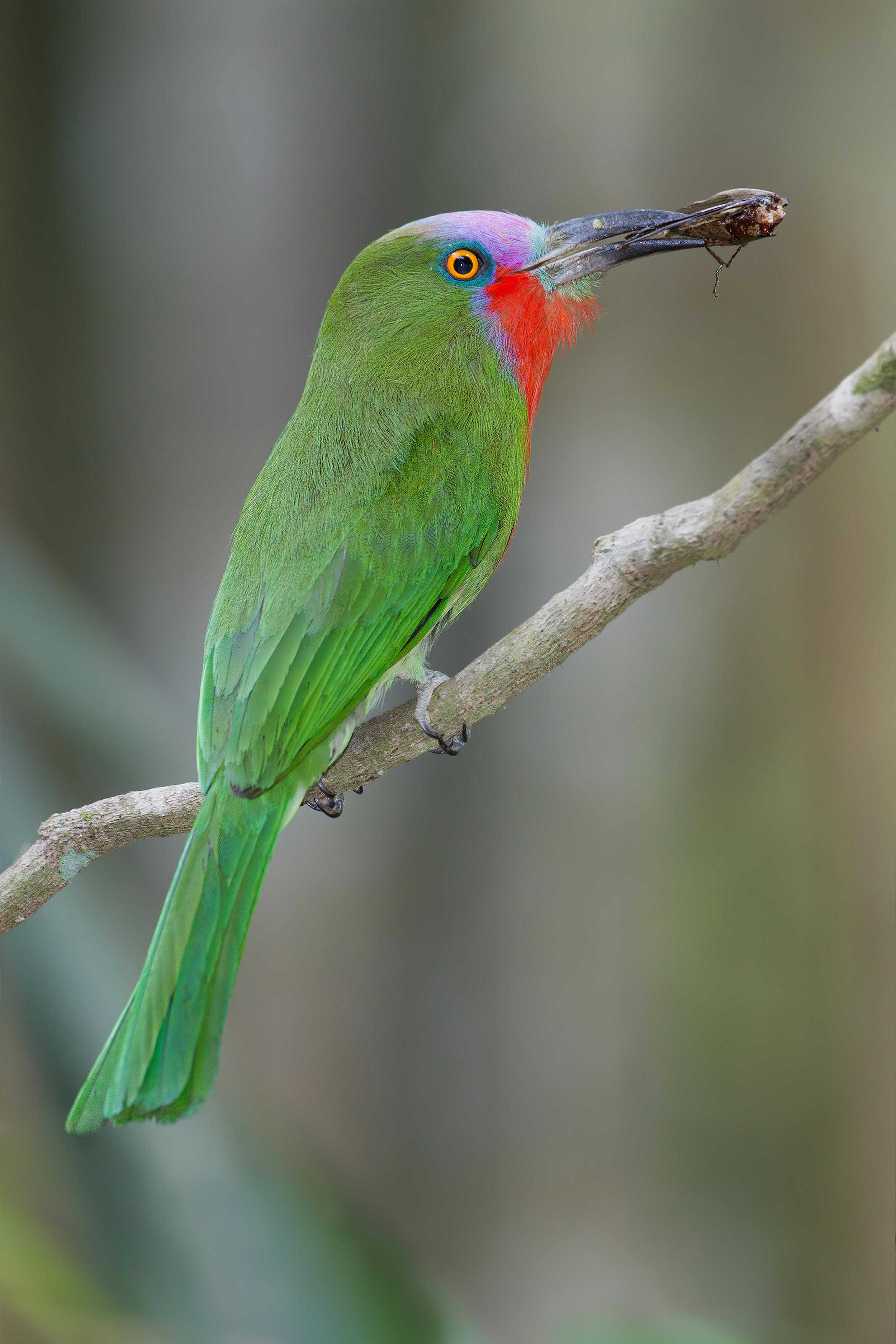
Abellerol cara-roig (Nyctyornis amictus)

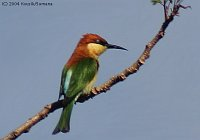
Merops leschenaulti

Els meròpids  (Meropidae) són una família d'ocells de l'ordre dels coraciformes, coneguts genèricament con abellerols,  especialitzats en menjar insectes voladors, sobretot abelles. La majoria de les espècies es troben a Àfrica però també existeixen al sud de Europa, Madagascar, Austràlia i Nova Guinea. El meròpid més comú a Europa és l'abellerol comú.
Es caracteritzen pels seus plomatges de rics colors, cossos prims i usualment cues amb plomes centrals llargues. Tots són colorits i tenen becs corbats cap avall i ales punxegudes, que els donen aparença d'orenetes quan es veuen de lluny.
Com el seu nom indica, els abellerols s'alimenten principalment d'insectes voladors, sobretot abelles i vespes, que capturen al vol. L'agulló de l'insecte l'extreu copejant-ho i fregant-lo repetidament contra una superfície dura. Durant aquest procés, s'aplica pressió al cos de l'insecte, descarregant així la major part del verí.
La majoria dels abellerols són gregaris. Formen colònies, niant en caus excavades en bancs verticals de sorra, sovint a la vora d'un riu o en terreny pla. Com que solen viure en colònies, es poden veure molts nius junts. Els ous són blancs i la posta sol constar de cinc. La majoria de les espècies són monògames, i ambdós pares cuiden les seves cries, de vegades amb l'ajuda d'aus emparentades de la colònia.
Els abellerols poden morir a mans de rapinyaires; els seus nius són assaltats per rosegadors, musteles, martes i serps, i poden ser portadors de diversos paràsits. Algunes espècies es veuen afectades negativament per l'activitat humana o la pèrdua de l'hàbitat, però cap compleix els criteris de vulnerabilitat de la Unió Internacional per a la Conservació de la Natura, per la qual cosa totes s'avaluen com "menor preocupació". El seu cridaner aspecte fa que hagin estat esmentades per escriptors antics i incorporades a la mitologia.

## Descripció
Els abellerols són un grup morfològicament força uniforme. Comparteixen molts trets amb els Coraciiformes amb els que estan emparentats, com els blauets i els gaigs, ja que són de cap gran (encara menys que els seus parents), coll curt, plomatge brillant i potes curtes. Les ales poden ser arrodonides o punxegudes, i la seva forma està estretament relacionada amb l'hàbitat d'alimentació preferit de l'espècie i les tendències migratòries. Les ales més curtes i arrodonides es troben en espècies sedentàries que solen fer vols curts per buscar aliment en boscos densos i canyars. Les de les ales més allargades són més migratòries. Tots els abellerols són molt aeris; s'enlairen amb força des dels penjadors, volen directament sense ondulacions i són capaços de canviar de direcció amb rapidesa, encara que poques vegades facin vol estacionari.
Les plomes de vol de l'ala comprenen 10 primàries, la més externa molt petita, i 13 secundàries, i hi ha 12 plomes a la cua.
El bec dels abellerols és corbat, llarg i acaba en una punta esmolada. El bec pot mossegar fortament, sobretot a la punta, i s'utilitza com un parell de pinces amb què arrabassar insectes de l'aire i aixafar preses més petites. Les seves curtes potes són febles i, quan es desplaça per terra, amb prou feines arrossega els peus. Les potes tenen urpes esmolades que fan servir per posar-se en superfícies verticals i també per excavar nius.
El plomatge de la família és generalment molt brillant i en la majoria de les espècies és principalment o almenys parcialment verd, encara que els dels abellerols carmí són principalment de color rosa. La majoria dels abellerols tenen una barra negra que travessa l'ull i molts tenen la gola i la cara de colors diferents. L'extensió del verd en aquestes espècies varia des de gairebé complet a l'abellerol verd fins a gairebé gens a l'abellerol de gola blanca. Tres espècies de l'Àfrica equatorial no tenen res de verd al plomatge: l'abellerol negre, l'abellerol de cap blau i l'abellerol irisat. Moltes espècies tenen les plomes centrals de la cua allargades.
Hi ha poca diferència visible entre els sexes a la major part de la família, encara que en diverses espècies l'iris és vermell als mascles i vermell marró a les femelles, i a les espècies amb plomes a la cua aquestes poden ser lleugerament més llargues als mascles. Tant l'abellerol europeu com el de barba vermella presenten diferències en el color del plomatge en funció del sexe, i la femella de l'Abellerol irisat té la cua més curta que el mascle, que acaba en forma de garrot. Pot haver-hi casos en què els abellerols siguin sexualment dicromàtics a la part ultraviolada de l'espectre de color, que els humans no poden veure. Un estudi sobre l'abellerol de cua blava va descobrir que els mascles eren més colorits que les femelles a la llum ultraviolada. El seu color general també es veia afectat per la condició corporal, la qual cosa suggereix que hi ha un component de senyalització en el color del plomatge. Els exemplars juvenils solen ser similars als adults, excepte en els adults les dues espècies de Nyctyornis, en què els joves tenen un plomatge principalment verd.
El cant dels abellerols és característic de cada espècie. La majoria sonen simples a l'orella humana, però mostren una variabilitat significativa quan s'estudien detalladament, aportant informació important per a les aus.

## Història natural
A més de les abelles, com suggereix el nom, mengen vespes i qualsevol insecte volador que atrapen en vol sobtat des d'un penjador clar. Però les abelles mel·líferes són la seva dieta predominant. La distribució dels abellerols és gairebé idèntica a la distribució natural original de les quatre espècies d'abelles més comunes. Fry et al. plantegen en 20 estudis separats de les dietes de 16 tipus d'abellerols mostren que els Hymenoptera (formigues, abelles i vespes) constitueixen del 20 al 96 % de tots els insectes menjats, i que les abelles mel·líferes eren de mitjana al voltant d'un terç dels himenòpters consumits.
Abans d'empassar-se la presa, un abellerol li treu el fibló colpejant repetidament l'insecte contra una superfície dura. En aquest procés, la pressió que aplica a l'insecte va extraient la major part del verí. Notablement, els abellerols només capturen les preses en vol, però si aquests mateixos insectes no estan volant, els ignoren.
Els abellerols són gregaris. Formen colònies niant en túnels excavats als costats de zones sorrenques, com les que es formen en col·lapsar les vores d'un riu. Gran nombre d'aquests forats es poden veure sovint junts, amb les empremtes blanques, per la reguera de les seves deposicions, accentuant les entrades. La posta és de 2 a 9 ous (depenent de l'espècie) blancs. La majoria de les espècies són monògames i ambdós pares cuiden els seus fills.

## Distribució i hàbitat

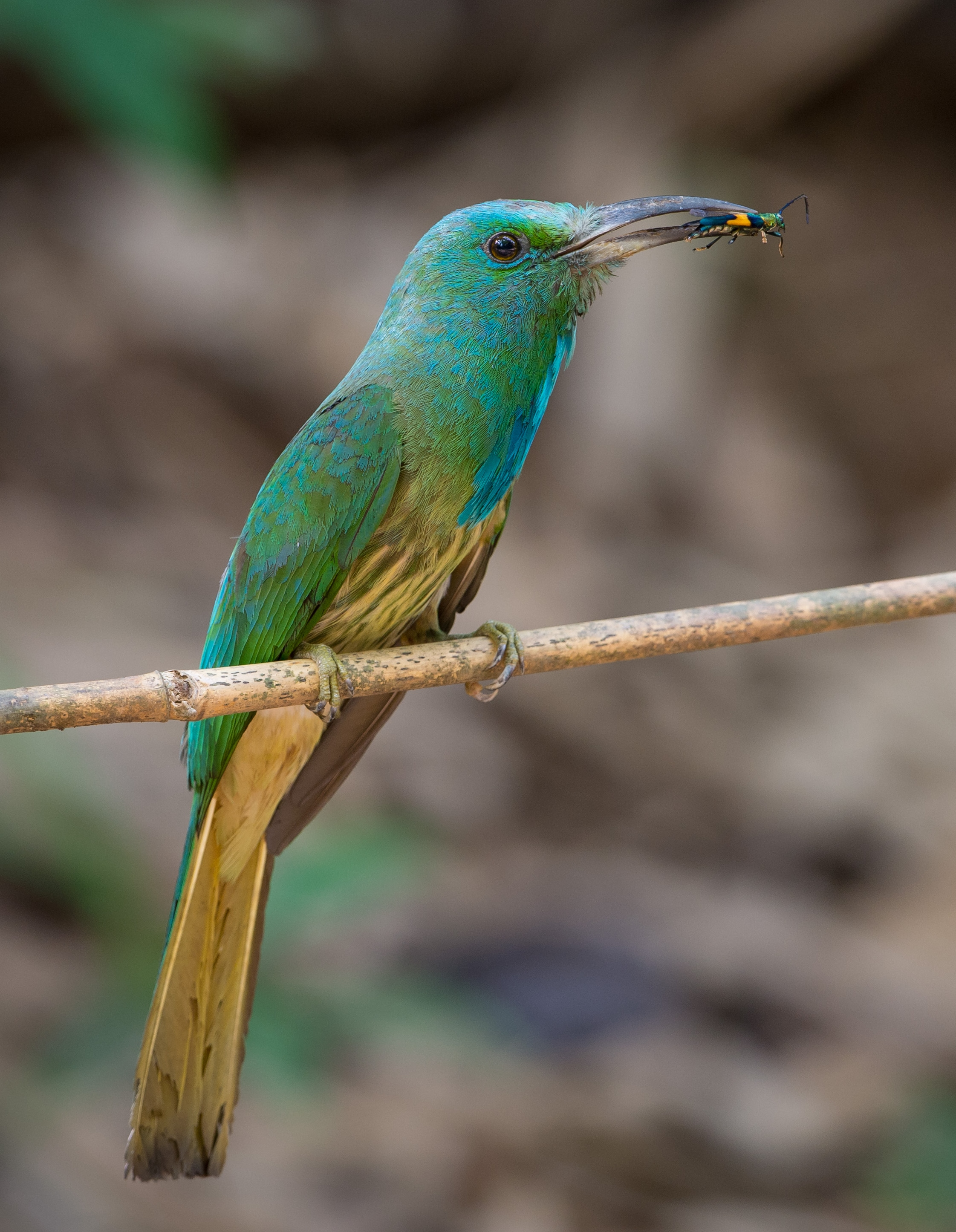
El abellerol barbablau està associat als boscos, on busca aliment.

Els abellerols es distribueixen pel Vell Món, des d'Europa fins a Austràlia. El centre de diversitat de la família és Àfrica, encara que també hi ha algunes espècies a Àsia. Hi ha una sola espècie a Europa (l'abellerol europeu), Austràlia (Merops ornatus o abellerol australià) i Madagascar (Merops superciliosus abellerol malgaix), que també es troba a l'Àfrica continental). Dels tres gèneres, Merops, que compta amb la majoria de les espècies, es troba en tota la distribució de la família, Nyctyornis està restringit a Àsia, des de l'Índia i el sud de la Xina fins a les illes indonèsies de Sumatra i Borneo. El gènere Meropogon té una sola espècie restringida a Sulawesi a Indonèsia
Els abellerols són força indiscriminats a l'hora d'escollir el seu hàbitat. Els seus requisits són simplement un penjador elevat des d'on observar les seves preses i un substrat adequat on excavar el cau de cria. Com que capturen les seves preses al vol, no depenen de cap mena de vegetació. Una sola espècie, l'abellerol capblau oriental, es troba a l'interior de la selva tancada, on busca menjar prop del terra, amb poca llum, als buits entre els grans arbres. També estan estretament associades amb la selva tropical sis espècies més, però es troben en hàbitats de ribera, com al llarg dels rius, en buits d'arbres caiguts, en arbres que sobresurten de barrancs o en copes d'arbres emergents per sobre del dosser principal.
Totes les espècies que crien a zones subtropicals o temperades d'Europa, Àsia i Austràlia són migratòries. Els abellerols europeus que crien al sud d'Europa i Àsia migren a Àfrica occidental i Àfrica meridional. Una altra població de la mateixa espècie es reprodueix a Sud-àfrica i Namíbia; aquestes aus es desplacen cap al nord després de la reproducció. A Austràlia, l'abellerol irisat és migratori a les zones meridionals de la seva àrea de distribució, migrant a Indonèsia i Nova Guinea, però és present tot l'any al nord d'Austràlia. Diverses espècies d'abellerols són migratòries intraafricanes; l'abellerol de gola blanca, per exemple, es reprodueix a l'extrem sud del Sàhara i hiverna més al sud a la selva tropical equatorial . La migració més inusual és la del  abellerol carmesí meridional, que té una migració a tres etapes; després de criar en una banda entre Angola i Moçambic es desplaça cap al sud fins a Botswana, Namíbia i Sud-àfrica abans de desplaçar-se cap al nord fins a les principals zones d'hivernada al nord d'Angola, Congo i Tanzània.

## Taxonomia

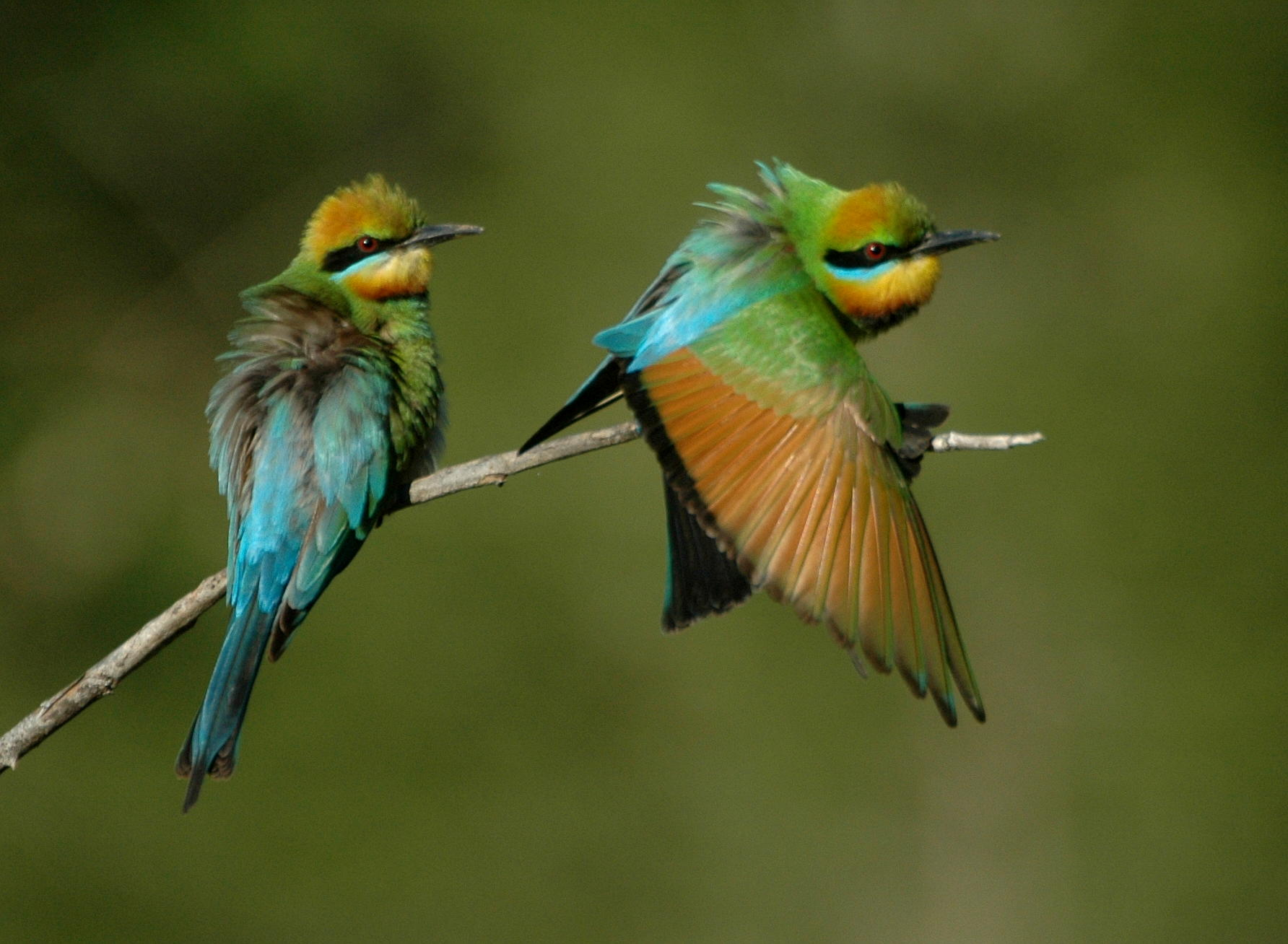
abellerols irisats, una espècie de Merops

La família Meropidae conté 27 espècies en tres gèneres distribuïts en dos subfamílies, Nyctyornithinae (els abellerols barbuts, que en les últimes versions de la llista de Charles Sibley se separen amb l'estatus de família Nyctyornithidae)  i Meropinae (els abellerols típics).
Els abellerols van ser nomenats per primera vegada com a grup científic pel polímata francès Constantine Samuel Rafinesque-Schmaltz que va crear la subfamília Meropia per a aquestes aus l'any 1815. El nom, ara modernitzat com Meropidae, deriva de Merops, el grec antic per a abellerol, i el terme anglès "bee-eater" es va registrar per primera vegada el 1668, referint-se a l'espècie .

S'ha considerat que els abellerols estan emparentats amb altres famílies, com Coraciidaes, Upupidae (puputs) i Alcedínids, però els avantpassats d'aquestes famílies van divergir dels abellerols fa almenys quaranta milions d'anys, de manera que qualsevol relació no és estreta.
L'escassetat de fòssils no és de gran ajuda. S'han trobat fòssils d'abellerols del Pleistocè (fa 2.588.000 a 11.700 anys) a Àustria, i hi ha espècimens de l'Holocè (des de fa 11.700 anys fins a l'actualitat) d'Israel i Rússia, però tots han resultat de l'actual abellerol comú. Les opinions sobre els parents més propers de l'abellerol han variat. El 2001, Fry va considerar que els martins pescadors eren els més probables, mentre que un ampli estudi publicat el 2008 va concloure que els abellerols són grups germans de tots els altres Coraciiformes (rodets, gaigs, tòdids, motmots i martins pescadors).Un llibre de 2009 va recolzar l'afirmació de Fry, però després un estudi posterior del 2015 va suggerir que els abellerols són germans dels rodets Els treballs de 2008 i 2015 van vincular tots dos als martins pescadors amb els motmots del Nou Món.
Estudis més recents de filogenètica molecular han confirmat que els abellerols estan més estretament relacionats amb els rodets i els rodets de terra que no pas amb els todies, motmots i martins pescadors. La relació entre les famílies es mostra al cladograma a continuació El nombre d'espècies de cada família es treu de la llista mantinguda per Frank Gill, Pamela C. Rasmussen i David Donsker en nom del Comitè Ornitològic Internacional (COI).

## Gèneres i espècies
|  | Meropidae – abellerols (31 espècies)                                                                                     |
|  | |
|  | \| \| Brachypteraciidae – Braquipteràcids (5 espècies) \| \| \| \| \| \| Coraciidae – Coràcids (13 espècies) \| \| \| \| |
|  | |
|  | Brachypteraciidae – Braquipteràcids (5 espècies)                                                                         |
|  | |
|  | Coraciidae – Coràcids (13 espècies)                                                                                      |
|  | |

|  | Brachypteraciidae – Braquipteràcids (5 espècies) |
|  |                                                  |
|  | Coraciidae – Coràcids (13 espècies)              |
|  |                                                  |

|  | Todidae – tòdids (5 espècies)                                                                      |
|  | |
|  | \| \| Momotidae – motmots (14 espècies) \| \| \| \| \| \| Alcedinidae – (118 espècies) \| \| \| \| |
|  | |
|  | Momotidae – motmots (14 espècies)                                                                  |
|  | |
|  | Alcedinidae – (118 espècies)                                                                       |
|  | |

|  | Momotidae – motmots (14 espècies) |
|  |                                   |
|  | Alcedinidae – (118 espècies)      |
|  |                                   |

|  | Meropidae – abellerols (31 espècies)                                                                                     |
|  | |
|  | \| \| Brachypteraciidae – Braquipteràcids (5 espècies) \| \| \| \| \| \| Coraciidae – Coràcids (13 espècies) \| \| \| \| |
|  | |
|  | Brachypteraciidae – Braquipteràcids (5 espècies)                                                                         |
|  | |
|  | Coraciidae – Coràcids (13 espècies)                                                                                      |
|  | |

|  | Brachypteraciidae – Braquipteràcids (5 espècies) |
|  |                                                  |
|  | Coraciidae – Coràcids (13 espècies)              |
|  |                                                  |

|  | Todidae – tòdids (5 espècies)                                                                      |
|  | |
|  | \| \| Momotidae – motmots (14 espècies) \| \| \| \| \| \| Alcedinidae – (118 espècies) \| \| \| \| |
|  | |
|  | Momotidae – motmots (14 espècies)                                                                  |
|  | |
|  | Alcedinidae – (118 espècies)                                                                       |
|  | |

|  | Momotidae – motmots (14 espècies) |
|  |                                   |
|  | Alcedinidae – (118 espècies)      |
|  |                                   |

Els abellerols contenen les següents espècies:
| Imatge | Gènere                           | Espècie |
| ------ | -------------------------------- | --- |
|        | Nyctyornis Jardine & Selby, 1830 | - Abellerol cara-roig, Nyctyornis amictus - Abellerol barbablau, Nyctyornis athertoni |
|        | Meropogon Bonaparte, 1850        | - Abellerol de Sulawesi, Meropogon forsteni |
|        | Merops Linnaeus, 1758            | - Abellerol petit, Merops pusillus - Abellerol de Pèrsia, Merops persicus - Asian green bee-eater, Merops orientalis - Abellerol maragda africà, Merops viridissimus - Abellerol maragda d'Aràbia, Merops cyanophyrs - Abellerol gorjablanc, Merops albicollis - Abellerol cua d'oreneta, Merops hirundineus - Abellerol cuablau, Merops philippinus - Abellerol negre, Merops gularis - Abellerol capblau oriental, Merops muelleri - Abellerol capblau occidental, Merops mentalis - Abellerol gorja-roig, Merops bulocki - Abellerol frontblanc, Merops bullockoides - Abellerol pitblau, Merops variegatus - Abellerol d'Etiòpia, Merops lafresnayii - Abellerol muntanyenc, Merops oreobates - Abellerol capnegre, Merops breweri - Abellerol de Somàlia, Merops revoilii - Abellerol de Böhm, Merops boehmi - Abellerol gorjablau, Merops viridis - Abellerol de les Filipines, Merops americanus - Abellerol de Madagascar, Merops superciliosus - Abellerol irisat, Merops ornatus - Abellerol comú, Merops apiaster - Abellerol cap-rogenc, Merops leschenaulti - Abellerol de Malimba, Merops malimbicus - Abellerol escarlata septentrional, Merops nubicus - Abellerol escarlata meridional, Merops nubicoides |

Abans es considerava que l'abellerol verd asiàtic, l'abellerol verd africà i l'abellerol verd àrab eren una sola espècie, i algunes autoritats encara el tracten com a tal.

Un estudi de nuclear i ADN mitocondrial de 2007 va produir un possible arbre filogenètic, tot i que la posició de l'abellerol de barba porpra sembla anòmala, ja que apareix entre els "Merops".

## A la cultura

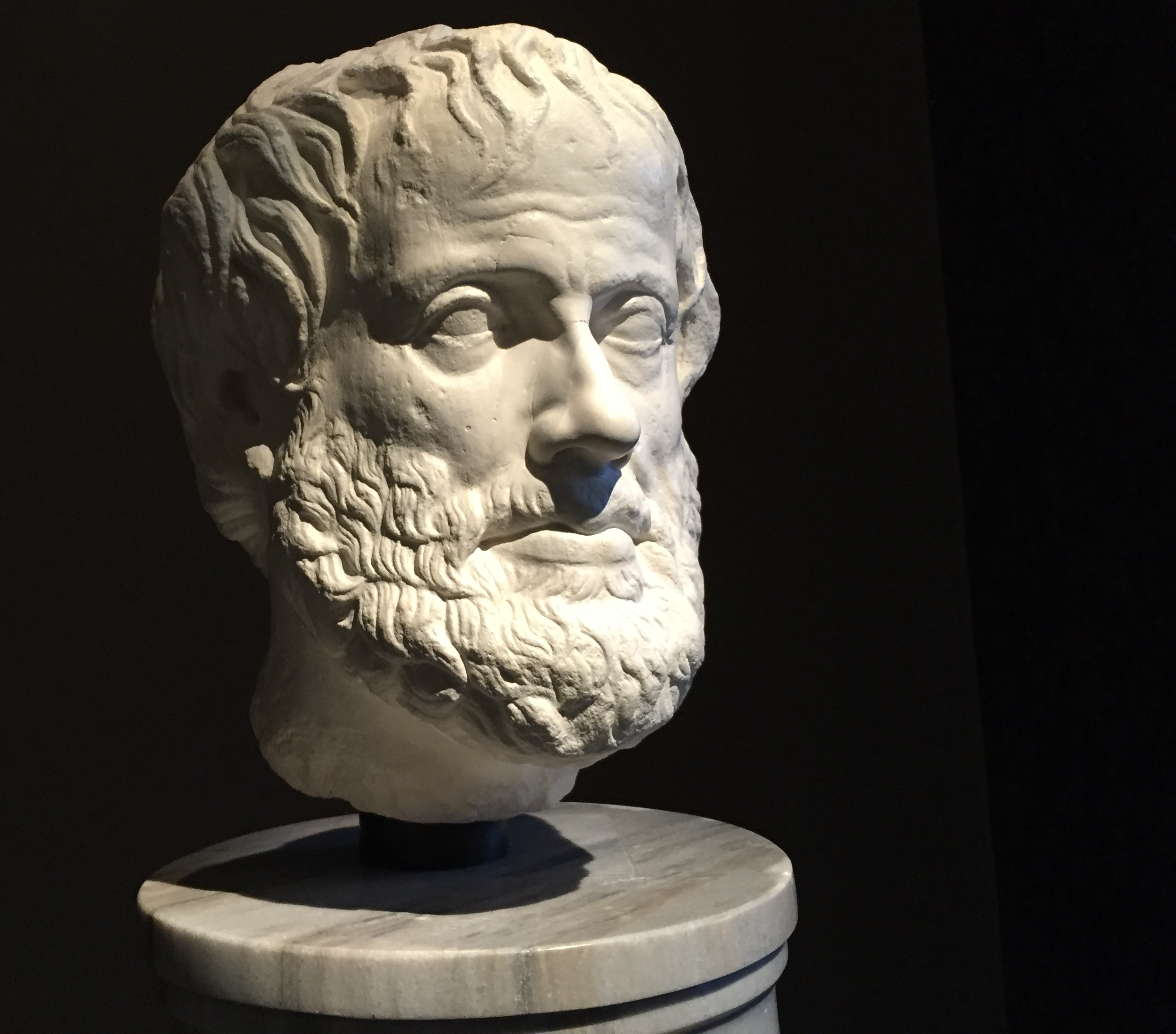
Aristòtil aconsellava matar els abellerols per protegir ruscs.

Els abellerols van ser esmentats per escriptors antics com Aristòtil i Virgili, els qui van aconsellar als apicultors matar les aus. Aristòtil sabia que els abellerols feien niu al final de túnels de fins a 2 m (6.6 ft) de llarg i de la grandària de la seva niuada. Deia que els adults que feien niu eren alimentats per les seves pròpies cries, basant-se en l'ajuda real observada en el niu per part d'aus emparentades.
En la mitologia grega, el Botres de Tebes va ser copejat mortalment pel seu pare quan va profanar un sacrifici ritual d'un carner al déu Apol·lo provant els cervells de la víctima. El déu se'n va apiadar i el va convertir en un menjador d'abelles (abellerol).
Els antics egipcis creien que els abellerols tenien propietats medicinals, prescrivint l'aplicació de greix d'abellerol per dissuadir les mosques que picaven, i tractant els ulls amb el fum de potes d'abellerol carbonitzades per curar una malaltia no especificada.
A l'hinduisme, es pensava que la forma de l'ocell en vol s'assemblava a un arc, amb el llarg bec com una fletxa. Això va donar lloc a un nom sànscrit que significa «arc deVixnu» i a una associació amb déus arquers. Es creia que els difamadors eren reencarnats com a menjadors d'abelles, a causa del verí metafòric que portaven a la boca.
Són rares les representacions a l'art clàssic d'aus tan cridaneres. L'únic exemple conegut de l'Antic Egipte és un relleu, probablement d'un petit abellerol verd, en una paret del temple funerari de la reina Hatxepsut, i a la vila de Agripina es va trobar un mural de principis de Roma que representava abellerols gorjablaus. Els abellerols han estat representats als segells de correus d'almenys 38 països, sent els abellerols europeu i escarlata els temes més comuns, amb 18 i 11 països respectivament.